# Eiserner Eversteiner
Der Eiserne Eversteiner ist ein europäischer Folkmusikpreis, der in Deutschland verliehen wird. Die Preisträger werden seit 1992 jährlich beim „Folkherbst im Plauener Malzhaus“ von einer Jury und dem Publikum ermittelt. Die Preisträger werden daher auch als „Folkherbst-Preisträger“ bezeichnet.

## Namensgebung und Trophäe
Der Name »Eisernen Eversteiner« nimmt Bezug auf das Grafengeschlecht der Eversteiner, das in Plauen beheimatet war. Überreicht wird eine eiserne Trophäe, die von Jürgen B. Wolff und Peter Luban geschaffen wurde und einen Grafen Everstein darstellt.

## Auswahlverfahren
Bewerber müssen in Europa beheimatet sein und dem Musikgenre „Folk“ angehören. Die Bewerbungsfrist läuft jeweils bis Mitte März jeden Jahres. Wer von den Bewerbern für den „Folkherbst im Malzhaus Plauen“ nominiert wird, wird in einer öffentlichen Auswahlparty ermittelt.
Während des „Folkherbstes“ werden die Bands und Solisten von einer Jury und von dem Publikum bewertet. Die fachkundigen Juroren benoten nach einem festgelegten Wertungsspiegel, das Publikum nach persönlicher Vorliebe. Verliehen wird der »Eiserne Eversteiner« seit 1998 von Jury und Publikum an gemeinsame Preisträger. Von 1992 bis 1997 wurden getrennte Jury- und Publikumspreise vergeben.

## Folkherbst-Preisträger
(Quelle: )
- 1992 Jurypreis – Africa MMA (Äthiopien, BRAS, Ghana, Nigeria)
- 1992 Publikumspreis – Landluper (D)
- 1993 Jurypreis – Jablkon (Tschechien)
- 1993 Publikumspreis – The Barely Works (England)
- 1994 Jurypreis – Zsaratnok (Ungarn)
- 1994 Publikumspreis – Anne Wylie & Band (Irland)
- 1995 Jurypreis – Karikás (Ungarn)
- 1995 Publikumspreis – Ferus Mustafov & Band (Mazedonien)
- 1995 Spezialpreis – Apparatschik (D)
- 1996 Jurypreis – Garmarna (Schweden)
- 1996 Publikumspreis – The Poozies (England)
- 1997 Jury- und Publikumspreis – Stimmhorn (Schweiz)
- 1997 Jury-Spezialpreis – Transsylvanians (D, H, Rus., Bul.)
- 1998 Eiserner Eversteiner – Berrogüetto (Galicien)
- 1999 Eiserner Eversteiner – Tammorra (Italien)
- 2000 Eiserner Eversteiner – Martin Weiss Ensemble (Deutschland)
- 2001 Eiserner Eversteiner – Trio Argia (Sardinien/Italien)
- 2002 Eiserner Eversteiner – Tancaruja (Sardinien/Italien)
- 2003 Eiserner Eversteiner – Florentin Chiran & Trio Romania (Rumänien)
- 2004 Eiserner Eversteiner – Dikanda (Polen)
- 2004 Jurypreis – Malinky (Schottland)
- 2005 Eiserner Eversteiner – Instinkt (Dänemark)
- 2006 Eiserner Eversteiner – Actores Alidos (Sardinien/Italien)
- 2006 Jurypreis – AedO (Belgien)
- 2007 Eiserner Eversteiner – Amsterdam Klezmer Band (Niederlande)
- 2008 Eiserner Eversteiner – Exprompt (Russland)
- 2009 Publikumspreis – Folk Destille Jena (Deutschland)
- 2009 Jurypreis – Hotel Palindrone (Österreich)
- 2010 Publikumspreis – Hudaki Village Band (Ukraine)
- 2010 Jurypreis – Les Yeux d’la tête (Frankreich)
- 2011 Publikumspreis – Anxo Lorenzo Trio (Spanien/Galicien)
- 2011 Jurypreis – Pad Brapad (Frankreich)
- 2012 Publikumspreis – Gankino Circus (Deutschland)
- 2012 Jurypreis – Ârstidir (Island)
- 2013 Eiserner Eversteiner – Helene Blum & Harald Haugaard  & 5-tet (Dänemark)
- 2014 Publikumspreis – Jamie Smith‘s Mabon (Wales)
- 2014 Jurypreis – Dàimh (Schottland)
- 2015 Publikumspreis – Burdon (Ukraine)
- 2015 Jurypreis – Dreamers' Circus (Dänemark)
- 2016 Publikumspreis – La Gâpette (Frankreich)
- 2016 Jurypreis – Federspiel (Österreich)
- 2017 Publikumspreis – Dobranotch (Russland)
- 2017 Jurypreis – Maik Mondial (Deutschland)
- 2018 Publikumspreis – Felix Shinder & Dengi Vpered (Ukraine)
- 2018 Jurypreis – Rachele Andrioli und Rocco Nigro (Italien)
- 2019 Jurypreis – Trio Wolski (Schweden)
- 2021 Jury- und Publikumspreis – Polska Trolska (Dänemark)
- 2022 Jury- und Publikumspreis – Domo Emigrantes (Italien)
- 2022 Jurypreis – Albin Paulus (Österreich)